# فيسنتي فلور بوستوس
فيسنتي فلور بوستوس (بالإسبانية: Vicente Flor Bustos)‏ (3 نوفمبر 1987 ببلنسية في إسبانيا - ) هو لاعب كرة قدم إسباني في مركز حراسة المرمى. شارك مع منتخب إسبانيا تحت 17 سنة لكرة القدم. أما مع النوادي، فقد لعب مع نادي أونتينيينت ونادي الزيرا ‏ ونادي فياريال ب وHuracán Valencia CF ‏ وفياريال سي ‏ وUD Juventud Barrio del Cristo ‏ وPego CF ‏.

## وصلات خارجية
- فيسنتي فلور بوستوس على موقع قاعدة بيانات كرة القدم.إي يو (الإنجليزية)
- فيسنتي فلور بوستوس على موقع Soccerway.com (الإنجليزية)